# Águilas de Mexicali
Uniformes
Águilas de Mexicali est un club mexicain de baseball évoluant en Ligue mexicaine du Pacifique. Fondé en 1976, le club basé à Mexicali dispute ses matchs à domicile à l'Estadio Casas GEO, enceinte de 19 500 places assises inaugurée en octobre 1976.
Les Águilas comptent trois titres domestiques et un succès en Série des Caraïbes, en 1986.

## Palmarès
- Champion de la Ligue mexicaine du Pacifique (3) : 1986, 1989, 1999
- Série des Caraïbes (1) : 1986

## Histoire
Le club moderne des Águilas de Mexicali est fondé en 1976. Deux clubs portent ce même nom avant cette date : de 1948 à 1958, des Águilas de Mexicali évoluent dans diverses ligues mineures mexicaines ou américano-mexicaines. De même, en 1968 et 1969, des Águilas de Mexicali jouent en Liga Norte de Sonora.
Les Águilas remportent leur premier titre en 1986 et enlèvent dans la foulée la Série des Caraïbes sous la direction du manager Benjamin Reyes.